# أندرو مورس
أندرو مورس (بالإنجليزية: Andrew Morse)‏ هو منتج تلفزيوني أمريكي، ولد في 2 أبريل 1974 في بوتوماك في الولايات المتحدة.